# AGM-114 Hellfire
O AGM-114 Hellfire é um míssil ar-superfície desenvolvido principalmente para uso anticarro. Ele possui a capacidade de engajar alvos múltiplos com precisão, em diversos tipos de missões, e pode ser lançado a partir de plataformas terrestres, marítimas e aéreas. O míssil Hellfire é a principal arma de precisão ar-superfície das Forças Armadas dos Estados Unidos e de muitos outros países. O míssil tem sido utilizado em combates desde 1980.

## Características
O Hellfire original usa orientação por laser, e foi projetado para poder receber cabeças buscadoras de outros tipos de orientação.
É o míssil usado a partir de helicópteros contra blindados e tanques que tem o maior alcance entre os disponíveis hoje para no inventário do Exército dos EUA. O nome Hellfire é a abreviatura para Helicopter launched fire-and-forget (Lançado de helicóptero, tipo dispare-e-esqueça). O Hellfire II é a versão melhorada do Hellfire original.
O Longbow Hellfire Modular Missile System é a nova versão guiada por radar e navegação inercial, que usa tecnologia de radar de ondas milimétricas.
Apesar da abreviatura que dá nome ao Hellfire, a maioria das suas versões não é verdadeiramente do tipo "dispare-e-esqueça", porque todos os modelos com orientação a laser requerem constante iluminação do alvo desde o lançamento até o impacto. O AGM-114L é realmente uma arma do tipo "dispare-e-esqueça": ele não requer qualquer tipo de orientação após o lançamento e pode atingir seu alvo sem o lançador estar na linha de visão do alvo.
Tanto o Hellfire como o AGM-65 Maverick e o BGM-71 TOW, deveriam ser substituídos pelo Joint Common Missile (JCM) em 2011, mas o projeto foi cancelado por razões orçamentárias. Assim, o Hellfire deve continuar em serviço por muitos anos.

## Histórico de combate
Desde que entraram em produção, os mísseis Hellfire provaram sua eficácia em combate na Invasão do Panamá, Guerra do Golfo, Operação Forças Aliadas, Operação Liberdade Duradoura no Afeganistão, e na Guerra do Iraque, onde eles foram disparados com sucesso a partir de helicópteros de ataque AH-64 Apache, AH-1 SuperCobra e OH-58 Kiowa, além de veículos aéreos não tripulados MQ-1 Predator.

## Versões
- AGM-114A Basic Hellfire
- AGM-114B/C Basic Hellfire

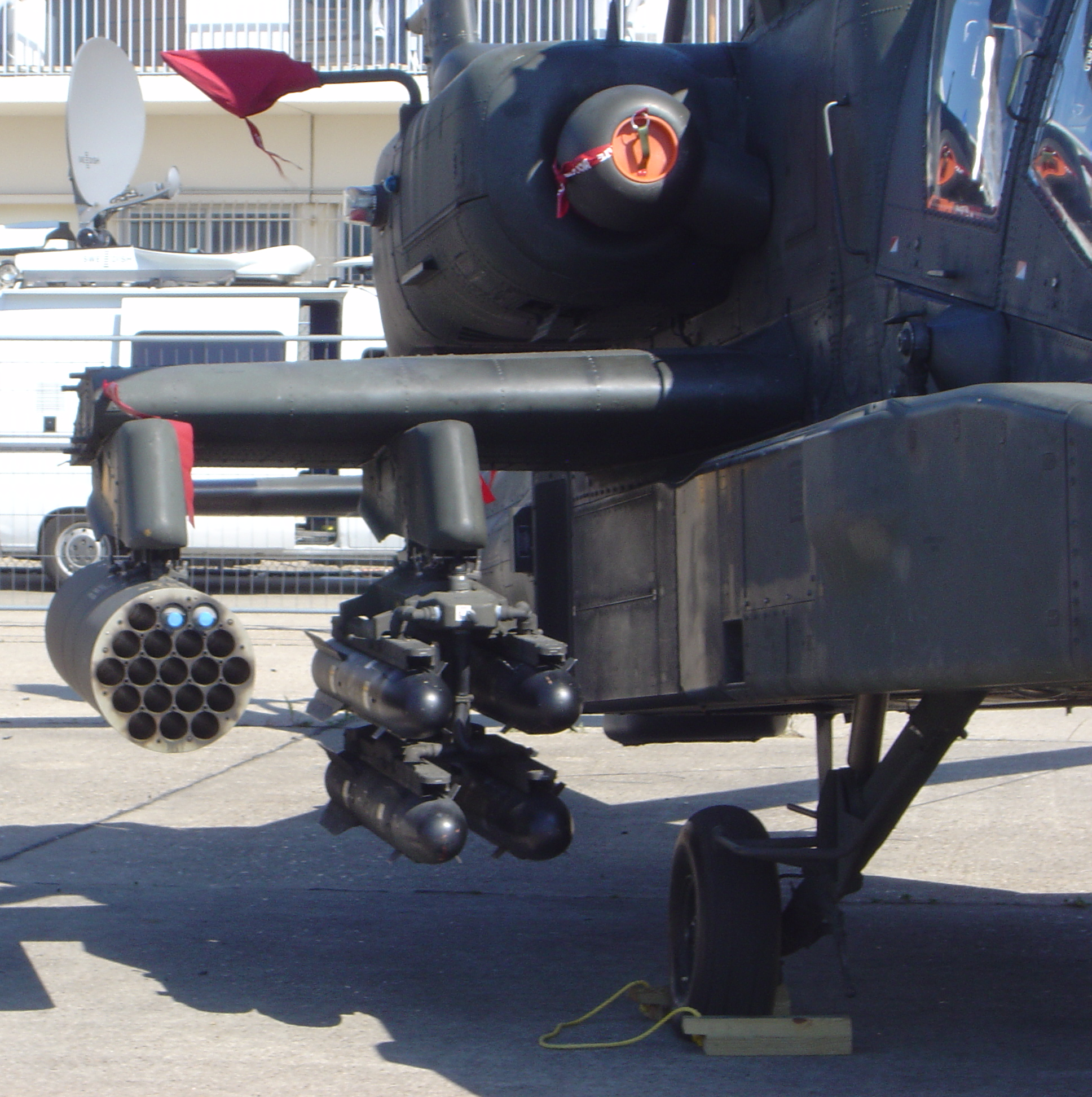
Míssil AGM-114 Hellfire montado em helicóptero AH-64 Apache do Exército dos Estados Unidos.

- AGM-114D/E Basic Hellfire (não foi construído)
- AGM-114F Interim Hellfire
- AGM-114G Interim Hellfire (não foi construído)
- AGM-114H Interim Hellfire (não foi construído)
- AGM-114K Hellfire II
- AGM-114M Hellfire II
- AGM-114N Hellfire II
- AGM-114L Longbow Hellfire
- R9X Hellfire (versão sem carga explosiva, mas com grandes lâminas rotativas)

## Operadores
- Austrália
- Egito
- Espanha
- França
- Grécia
- Iraque
- Israel
- Itália
- Japão
- Jordânia
- Kuwait
- Líbano[1]
- Países Baixos
- Noruega
- Arábia Saudita
- Singapura
- Suécia
- República da China (Taiwan)
- Tailândia
- Turquia
- Ucrânia
- Emirados Árabes Unidos
- Reino Unido
- Estados Unidos